# Nicola Del Freo
Nicola Del Freo (Carrara, 24 de febrero de 1991) es un bailarín italiano. Desde 2021 es el primer bailarín del Ballet del Teatro de La Scala.

## Biografía
Nacido en Carrara, comenzó a estudiar danza a los diez años y se trasladó a Hamburgo a los catorce para estudiar en la Hamburg Ballett Schule de John Neumeier. En 2010, a la edad de diecinueve años, fue reclutado por la compañía de la Deutsche Oper de Berlín, donde fue ascendido a demi-solista. En Berlín bailó numerosas coreografías de Neumeier, así como papeles en Onegin y Romeo y Julieta de John Cranko, El lago de los cisnes y el Cascanueces de Patrice Bart, y el Bolero de Maurice Béjart.
Cinco años más tarde, se incorporó al cuerpo de baile de La Scala, donde fue ascendido al rango de solista en 2018 y a primer bailarín en 2021. Antes, en 2017, ganó el Premio Léonide Massine en el Festival de Positano. Su repertorio en La Scala incluye los papeles del Pájaro Azul en La bella durmiente y Siegfried en El lago de los cisnes de Aleksej Ratmansky, Lescaut en Manon y Paris en Romeo y Julieta de Kenneth MacMillan, Lenskij en Onegin de Cranko y Des Grieux en La Dame aux Camélias de Neumeier. En 2021, amplió su repertorio bailando el papel de Albrecht en Giselle junto a Martina Arduino.
Está casado con su colega Virna Toppi desde 2022.